# Camellia rusticana
Camellia rusticana là một loài thực vật có hoa trong họ Theaceae. Loài này được Honda mô tả khoa học đầu tiên năm 1947.

## Hình ảnh

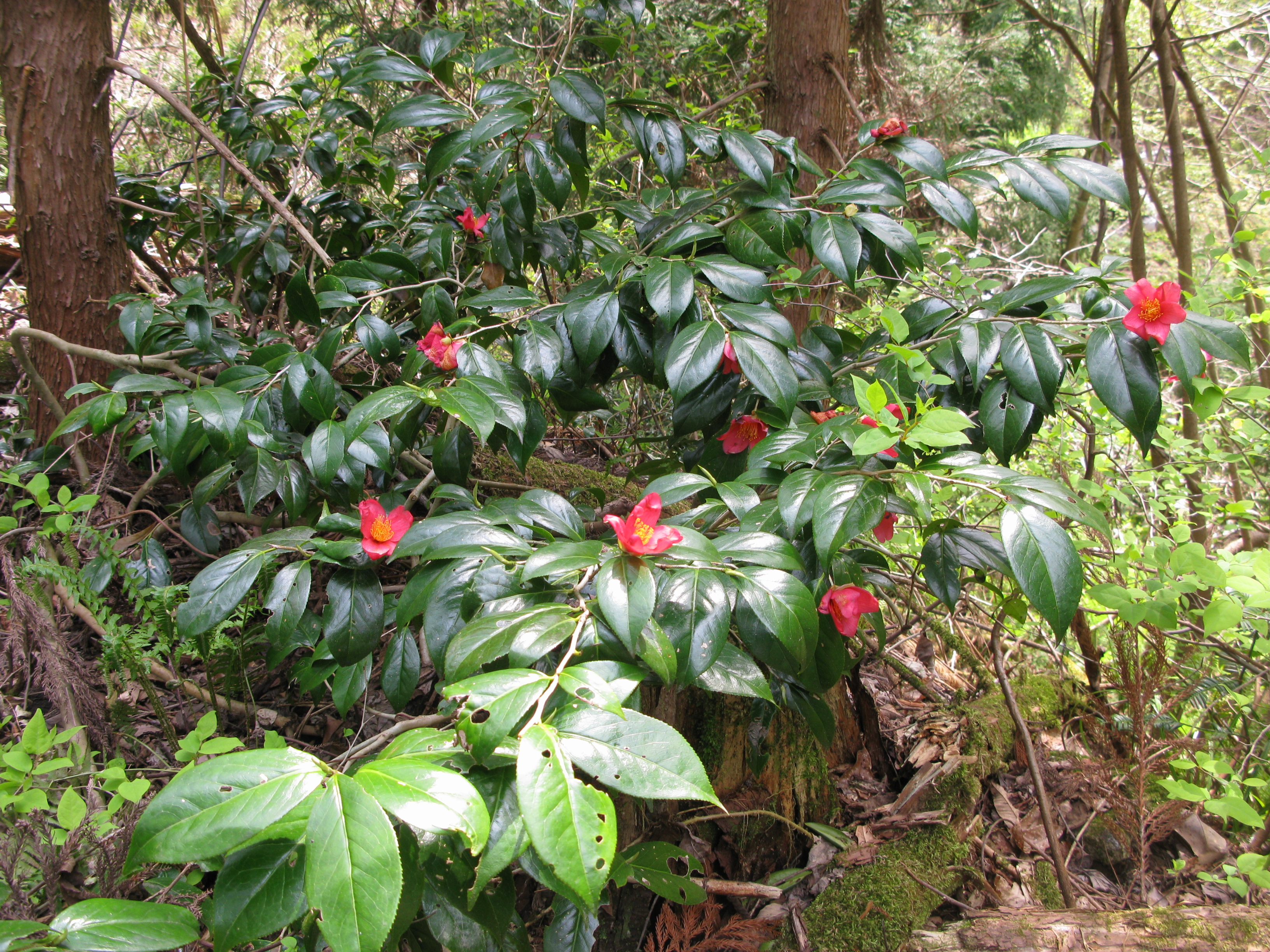
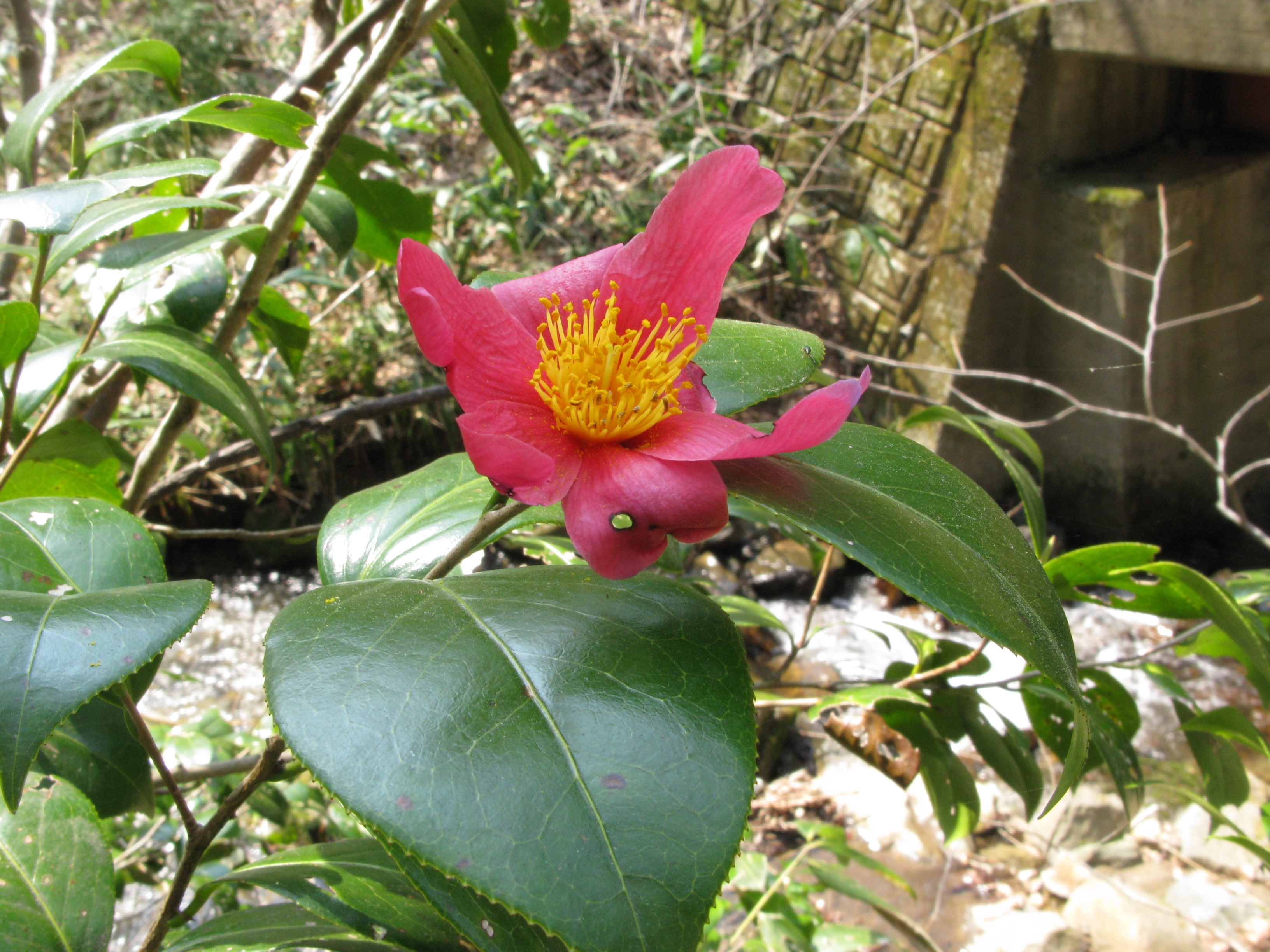
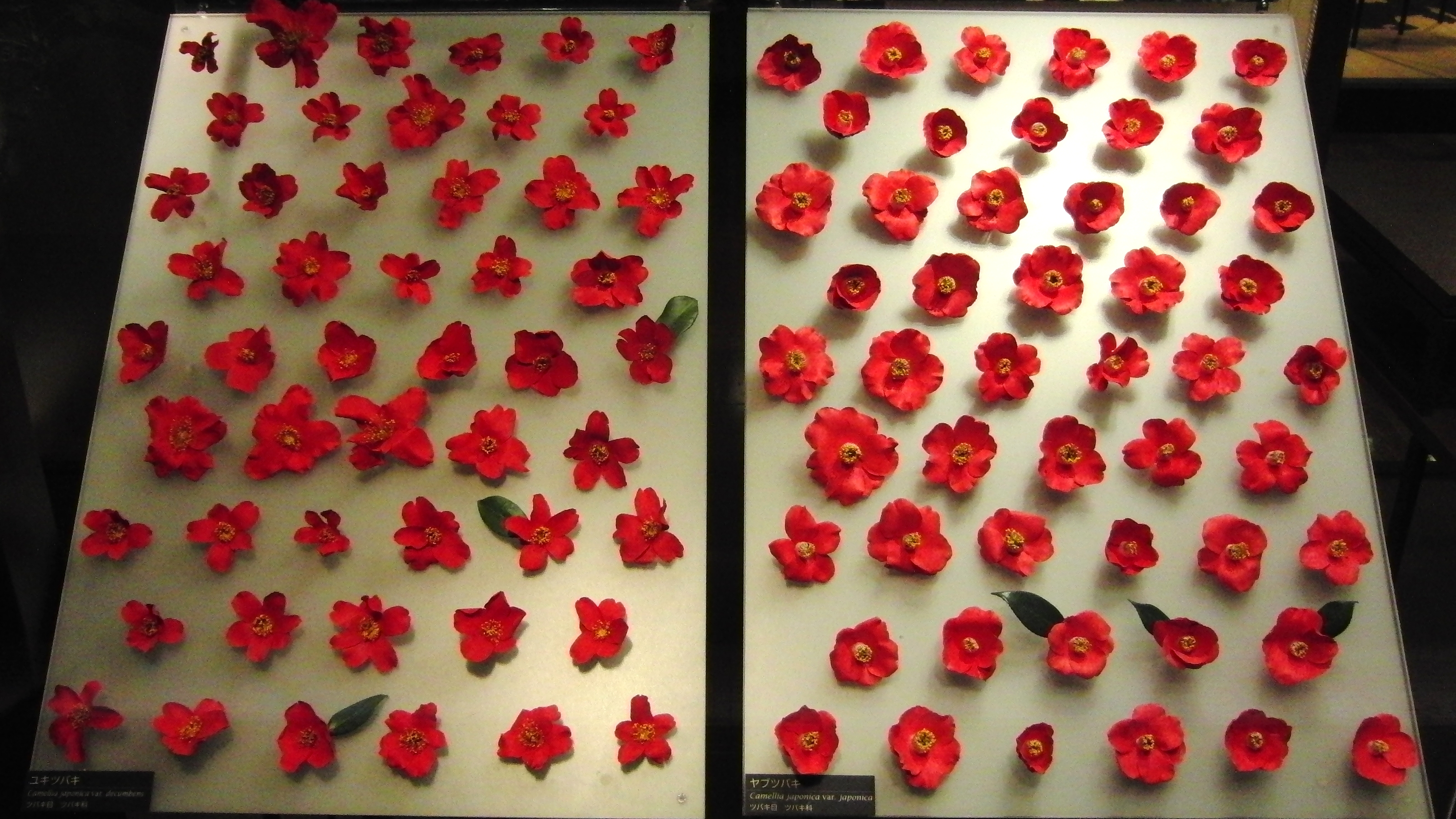